# Agent amargant
Un agent amargant és un producte químic que s'afegeix a un altre producte per dotar-lo d'olor o sabor amarg. Els agents amargants s'utilitzen habitualment com a agents aversius per descoratjar la inhalació o la ingestió de substàncies tòxiques.

## Exemples d'ús
- L'addició d'un agent amarant a l'etanol desnaturalitza el producte.
- Els agents amargants s'utilitzen en anticongelant per evitar intoxicacions per a mascotes i nens.[1] És obligatori per la llei en alguns llocs (França, Oregon, etc.).
- Les llaunes de gas a pressió solen utilitzar un agreujat per evitar l'abús d'inhaladors, tot i que això pot causar problemes per a usuaris que en fan un us legítim. L'agent amargant no només deixa un sabor amarg a l'aire, sinó que també deixa un residu amarg sobre els objectes, com les pantalles i els teclats, que poden transferir-se a les mans i causar problemes (com per exemple, quan mengeu).
- Els cartutxos de jocs per al Nintendo Switch estan recoberts de denatonium com a element de seguretat per dissuadir els nens petits de la seva ingesta.[2][3][4]

## Exemples d'agents amargants
- Denatonium s'utilitza en diverses aplicacions com a agent aversiu.[5]
- Octaacetat de sacarosa
- Quercetin
- Brucina
- Assassí

## Escales d'amargor
El llindar d'estimulació del gust amarg per quinina té de mitjana una concentració de 8 μ M (8 micromolars). Els llindars de sabor d'altres substàncies amargues són classificats pel que fa a la quinina, que d'aquesta manera dona un índex de referència de 1. Per exemple, la brucina té un índex d'11, així es percep com intensament més amarga que la quinina, i es detecta a un llindar de solució molt inferior. La substància més amarga coneguda és el denatoni químic sintètic, que té un índex de 1.000. S'utilitza com a agent aversiu (amarg) que s'afegeix a substàncies tòxiques per evitar una ingestió accidental. Això va ser descobert el 1958 durant la investigació sobre lignocaïna, un anestèsic local, per MacFarlan Smith de Gorgie, Edimburg, Escòcia.